# 东方红2型内燃机车
东方红2型内燃机车是中国铁路使用的液力传动内燃机车車型之一。该型机车是由青岛四方机车车辆厂和资阳内燃机车厂于1971年开始设计，于1973年开始由资阳内燃机车厂批量生产的1250马力液力传动调车机车，至1976年停产为止共生产50台。机车装用一台12V180ZL型高速柴油机和SF2010-2型液力传动装置。

## 发展历史

### 开发背景
根据中共中央关于集中力量进行三线建设的方针，铁道部开始将沿海地区一些重要的铁路工业搬迁到西南、西北地区。1964年9月，铁道部决定将戚墅堰机车车辆厂的内燃机车制造部分，青岛四方机车车辆厂的液力传动和齿轮装置制造部分、戚墅堰、大连、天津、南口四家工厂的柴油机配件制造部分迁往西南，在四川省广元县建立内燃机车生产基地。1965年8月，铁道部决定将工厂选址改为资阳县，建立资阳内燃机车厂。1966年下半年，资阳内燃机车厂正式动工。
1971年，资阳内燃机车厂厂房逐步建成投产，为了选定工厂上马试制第一种车型，当时在厂内就有“200”与“180”之争。“200”是指坚持按照建厂设计任务书，试制装用16V200系列柴油机的东方红4型液力传动柴油机车；“180”是指试制装用12V180系列柴油机的东方红2型液力传动柴油机车。由于当时工厂厂房和车间尚未全部建成，交通部及工业总局考虑到工厂状况和客观条件，决定将四方机车车辆厂设计的东方红2型调车机车，作为练兵产品转交资阳内燃机车厂试制，以便工厂调试生产能力和培养技术工人，为以后试制东方红4型柴油机车累积经验。

### 研制过程
东方红2型柴油机车是在援外的DFH系列柴油机车基础上进行设计。1970年，四方机车车辆工厂设计了用于坦赞铁路的DFH1型、DFH2型液力传动柴油机车，其中DFH1型机车（1150马力）为调车及小运转作业用柴油机车，而DFH2型机车（2300马力）为干线客货运用柴油机车，按原定设计两者均装用四方机车车辆厂设计的12V180ZL型柴油机。在该型柴油机进行试制和试验期间，为了满足坦赞铁路建设施工的需要，四方机车车辆厂于1970年先行提供了17台装用异型柴油机的DFH1型柴油机车，这批机车于1976年坦赞铁路建成后运返中国并改作他用。
1971年末，四方机车车辆厂与资阳内燃机车厂开始合作设计供中国国内使用的东方红2型调车机车，该型机车的设计原则是以援外的DFH1型机车为基础，按照重大部件、机电产品、零配件尽可能通用和统一的要求，并根据中国铁路使用条件作相应修改。1972年，资阳内燃机车厂在加快厂房基本建设的同时，完成了试制柴油机所需配件的生产准备工作。1973年8月19日，资阳内燃机车厂成功试制第一台12V180ZL型柴油机。同年9月12日，资阳内燃机车厂成功试制第一台SF2010-2型液力变速箱。1973年9月18日，第一台东方红2型柴油机车在资阳内燃机车厂诞生，时任交通部副部长李克非为机车剪彩，这也是资阳内燃机车厂制造的第一台机车。

### 衍生车型
东方红2型机车最初并非按照铁路干线的调车需要而设计，原本仅打算作为供应地方厂矿企业的轻型调车机车使用，但大部分后来却配属各地的铁路局担当干线车站的调车任务，包括北京铁路局北京机务段、丰台机务段、天津机务段、石家庄机务段、南口机务段、保定机务段、太原机务段、哈尔滨铁路局哈尔滨机务段、牡丹江机务段、沈阳铁路局沈阳机务段、郑州铁路局安康机务段、大同机务段等。经过一段时间运用，机务部门普遍反映东方红2型机车执行调车作业时“拉不动、停不住、跑不快”，主要原因的机车的设计性能参数没有按照干线调车的要求而制定，设计构造速度较高（62公里/小时），但机车粘着重量不足（60吨）。1975年，资阳内燃机车厂根据这些意见对机车进行改进设计，包括提高整备重量、增设工况齿轮箱、改善设备布置等，于1976年研制了东方红5型柴油机车，大幅提升了机车的调车性能。
1970年代后期，云南省境内的昆河铁路、昆石铁路等米轨铁路开始向内燃化过渡。1977年，四方机车车辆工厂在东方红2型柴油机车的基础上，研制成适用于1000毫米轨距的东方红21型柴油机车。机车装用一台12V180ZJA型柴油机和SF2010Z-2型液力变速箱，柴油机装车功率为1100马力。东方红21型柴油机车于1978年开始投入昆河铁路运用，KD55、JF51、DK51型等米轨蒸汽机车亦逐步退出历史舞台。

## 技术特点

### 总体布置

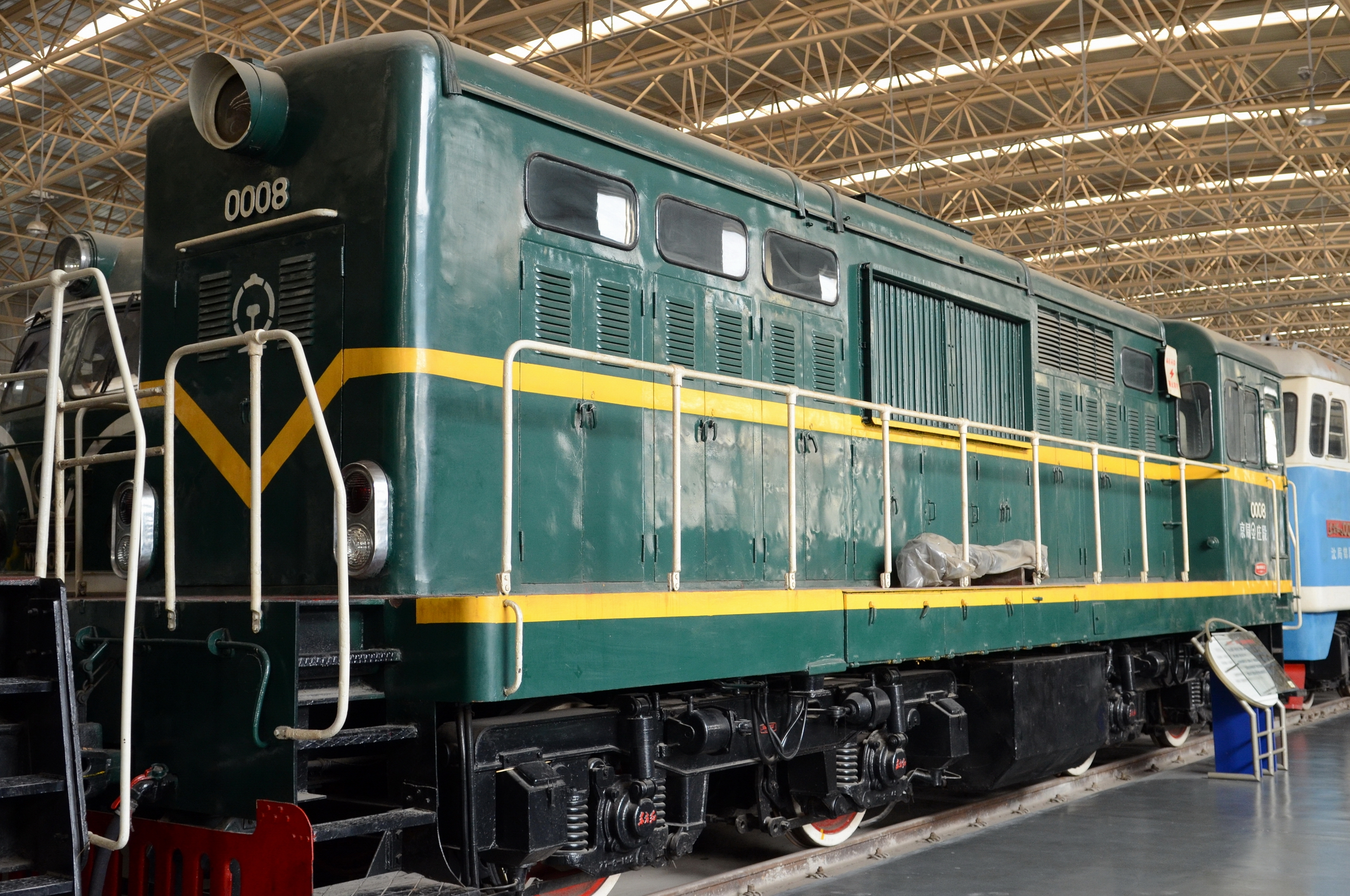
东方红2型机车的II端车头

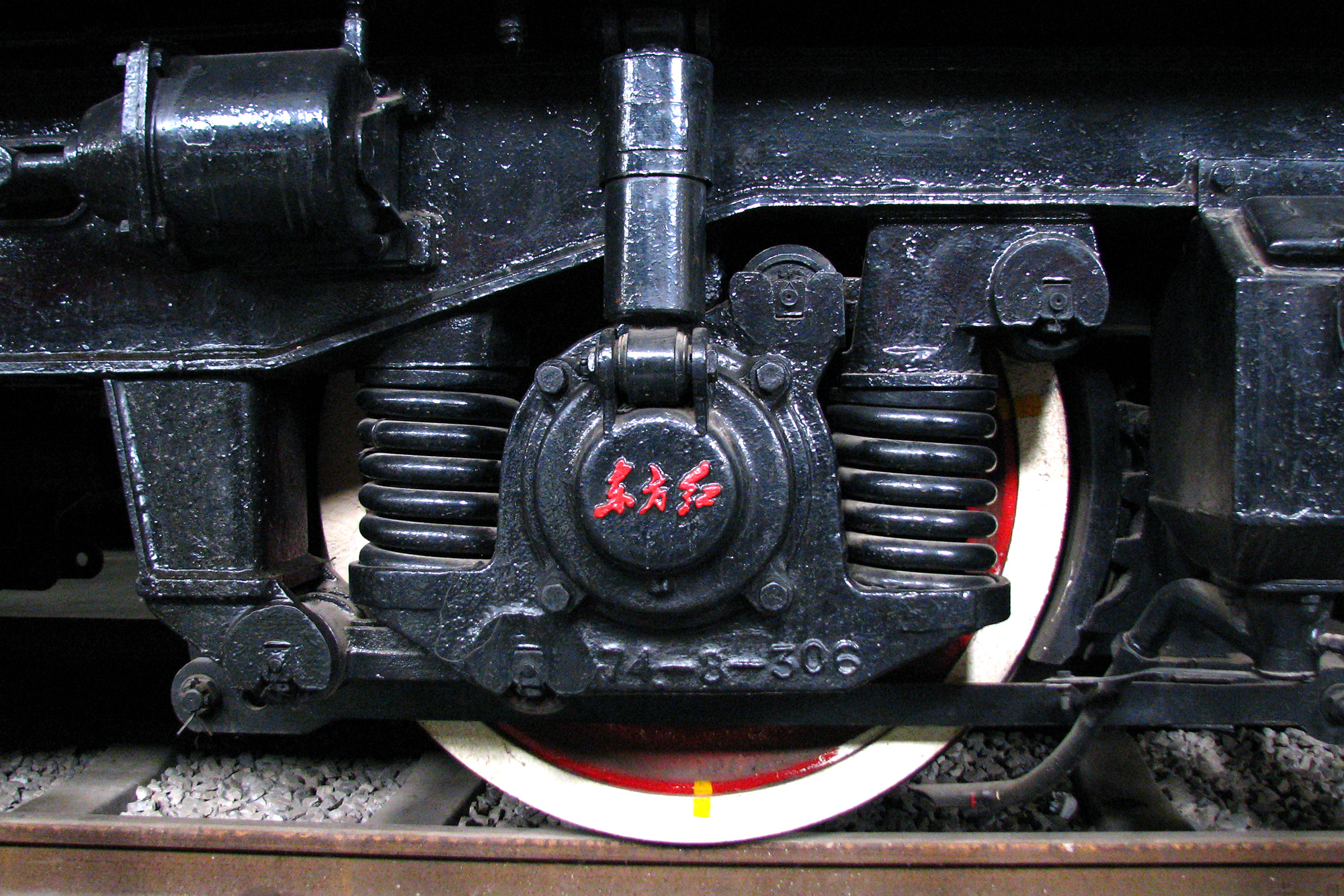
双拉杆轴箱定位装置

东方红2型柴油机车是1250马力液力传动调车柴油机车，机车轴式B-B，最高运行速度62公里/小时，轴重15吨，总重60吨。机车采用全钢电焊、单司机室、双侧外走廊、主车架承载的罩式车体，车体从前端至后端分为司机室、动力室和冷却传动室三个部分。司机室内在机车运行方向左侧设有一个司机操纵台，右侧设有电子控制柜、外部电源装置、手制动装置等设备。动力室内装有一台柴油机，以及燃油系统、机油系统、空气滤清器等附属设备。传动冷却室的下方设有一台液力变速箱，上方设有V型结构的散热器组，以及一个经由液力偶合器驱动的冷却风扇，冷却室内还设有起动发电机、液力传动油热交换器、预热锅炉、膨胀水箱、空气压缩机、总风缸等设备。车体下方两台转向架之间的空间，吊挂着两个容量总共为2400升的燃油箱。主车架两侧中部位置设有铅酸蓄电池箱。

### 柴油机
东方红2型柴油机车装用一台12V180ZL型柴油机（后来根据中华人民共和国国家标准GB725-82《内燃机产品名称和型号编制规则》更名为12V180ZJ型柴油机），该型柴油机是因应援助坦赞铁路的需要，由四方机车车辆厂自1968年开始研制，以上海柴油机厂生产的12V180GC型船用柴油机为基础，结合内燃机车的牵引特性和技术要求，于1969年试制成功的高速柴油机。1969年，四方机车车辆厂试制了两台标定功率1150马力的原型机，首先安装在援助坦赞铁路的DFH1型、DFH2型机车上使用，不久发现柴油机功率偏小，且结构亦存在一些缺陷，主要是曲轴主轴颈与机体主轴孔之间采用轴瓦形式，使柴油机时常发生“烧瓦”现象，平均每副轴瓦的寿命只有200小时。后来，四方机车车辆厂参考东方红1型机车使用之12V175Z型柴油机，将原来的曲轴主轴瓦改成轴承形式，成功试制出12V180ZL型柴油机，并于1973年投入批量生产。该型柴油机还被用于东方红3型柴油机车。
12V180ZL型柴油机为四冲程、V型结构、12气缸、预燃室式、涡轮增压、增压空气中间冷却的高速柴油机，气缸直径180毫米，活塞行程205毫米，额定转速为每分钟1500转，标定功率为1250马力，装车功率为1075马力。柴油机采用合金铸铁铸造机体、隧道式曲轴箱体、湿式气缸套、合金铸铁气缸盖、合金钢锻压曲轴、铝合金整体铸造活塞和组合式喷油泵。柴油机设有废气涡轮脉冲增压装置，装用一台45GP804A型涡轮增压器，采用单级轴流式涡轮和离心式压气机，最高转速为每分钟23000转，涡轮进口最高温度为650°C。

### 传动系统
东方红2型柴油机车是单机组设计的液力传动四轴柴油机车，液力传动系统主要包括液力传动箱、车轴齿轮箱、辅助传动装置、万向轴等。液力传动箱位于车体中部、机车冷却室下方，并通过四个弹性支座固定在机车车架上。柴油机通过万向轴将功率传递到液力传动箱，再从液力变速箱的两端输出法兰，以万向轴传给前后转向架上的车轴齿轮箱，从而驱动轮对。机车采用了四方机车车辆厂设计的SF2010-2型液力变速箱，该液力变速箱是采用多循环圆结构的液力传动装置，内装有一个B8-III型起动变扭器和一个B10型运转变扭器，其中起动变扭器适用于机车起动和低速工况，而运转变扭器适用于机车中、高速运转工况，机车运行过程中通过变扭器充排油实现自动换档；传动装置采用换向离合器进行机械换向，可选用自动或手动换向。当输入转速为每分钟1500转时，变速箱最大输入功率为1120马力。

### 转向架
机车走行部为两台二轴转向架。转向架构架采用钢板焊接箱型结构。车轴轴箱采用双拉杆定位结构，轴箱通过装有橡胶关节元件的上、下轴箱拉杆与构架相连接，实现轴箱相对于构架的横向和纵向定位。轴箱内装有两列滚柱轴承，并设有轴向橡胶缓冲支承。转向架构架侧梁中部上设有油浴式平面滑动摩擦旁承装置，车体全部重量通过四个旁承由两台转向架支承。一系弹簧悬挂裝置为轴箱与构架之间的轴箱圆弹簧，另外还装有垂向液压减震器。机车采用中心销来传递牵引力和制动力。基础制动方式为双侧铸铁闸瓦踏面制动，每个车轮各自有一套独立制动缸和杠杆传动机构。

## 车辆保存
- 东方红2型0001号机车：资阳内燃机车厂于1973年生产，原配属沈阳铁路局山海关机务段，退役后出售给山海关桥梁厂。后再次转售给金城造纸厂。2002年退役后封存于金城造纸厂机车库内。金城造纸厂破产后此车据悉转售（真假未定）
- 东方红2型0004号机车：资阳内燃机车厂于1974年生产，原配属北京铁路局张家口机务段，退役后出售给孝感桥梁厂作为备用机车。现露天存放与孝感桥梁厂整备厂内。、
- 东方红2型0005号机车：资阳内燃机车厂于1974年生产，原配属北京铁路局张家口机务段，退役后出售给中国第二重型机器厂，报废后在厂内搁置。2021年底出售。2024年末出现在大安机车博物馆作为展品。
- 东方红2型0006号机车：资阳内燃机车厂于1974年生产，原配属北京铁路局天津机务段，退役后出售昆明机车厂作为自备机车，报废后转交昆明小石坝内燃检修车间存放。2020年经过昆明铁路局重新整修，同年8月移交昆明机务段作为展览机车。
- 东方红2型0008号机车：资阳内燃机车厂于1974年生产，原配属北京铁路局石家庄机务段，于2003年由北京铁路局移交中国铁道博物馆保存展示。
- 东方红2型0011号机车：资阳内燃机车厂于1974年生产，原配属沈阳铁路局山海关机务段，退役后同0001机车一起出售给山海关桥梁厂。后再次转售给金城造纸厂。2002年退役后封存于金城造纸厂机车库内。
- 东方红2型0021号机车：资阳内燃机车厂于1975年生产。原配属不详，退役后出售给鄂城水泥厂。退役后存放于厂内。2021年在鄂州世纪新峰水泥厂作为展品。
- 东方红2型0022号机车：资阳内燃机车厂于1975年生产。原配属北京铁路局南口机务段，退役后出售给云南磷化集团晋宁磷矿。至今作为备用机车仍在运用。
- 东方红2型0023号机车：原配属北京铁路局南口机务段，2005年大修后保存运用状态退役并战备保存于南口机务段车库内，2022年末被私人购买并移到南口站货场。2023年在京张铁路遗址公园展示。
- 东方红2型0034号机车：资阳内燃机车厂于1975年生产。原配属北京铁路局南口机务段，2005年大修后保存运用状态退役并战备保存于南口机务段车库内。
- 东方红2型0048号机车：资阳内燃机车厂于1975年生产。原配属北京铁路局张家口机务段，退役后出售给中国第二重型机器厂，报废后在厂内搁置。2021年出售。2022年9月在大化铁路遗址公园展示。
- 东方红2型0050号机车：资阳内燃机车厂于1975年生产。原配属北京铁路局南口机务段，退役后出售给金路物流公司。2023年，此车停用并转售给铜绿山古铜矿博物馆展览。

## 参看
- DFH系列柴油机车
- 东方红3型柴油机车
- 东方红5型柴油机车
- 东方红7型柴油机车
- 东方红21型柴油机车